# 형망어업
형망어업(桁網漁業, Dredge)은 자루모양의 그물 입구에 틀을 부착한 어구를 배로 끌면서 해저에 묻혀 있거나 해저에 있는 조개류를 잡는 어업이다. 어구는 일정한 크기의 틀에 자루그물이 달려 있으며, 해저 밑바닥을 긁어서 조개를 어획한다.

## 어선
일반적으로 5톤 미만의 동력 어선을 사용하며, 조업시 척당 1~2개의 형망 어구를 동시에 끌어서 대상 생물을 채포하고 있다.

## 대상 어종
- 동해안에서는 민들조개, 대합, 개량조개 등을 채포한다.
- 남해안에서는 피조개, 개조개, 바지락 등을 채포한다.

## 형망 어구
대상 패류에 따라 조금씩 다르나, 대부분 가로 900 ~ 1,300cm, 세로(높이) 35 ~50cm 내외의 크기로 제작하여 사용하고 있다.

## 금지 구역
대한민국에서는 서해안 지역에 형망어업 조업금지구역을 정하여 수산자원을 보호하고 있다.

## 참조
1. ↑  수산자원관리법시행령 [별표 10] 근해형망어업의 조업금지구역(제7조제1항제8호 관련)